# アブローラー
アブローラーは、筋力トレーニングで使用されるスポーツ器具である。

## 概要
腹直筋、外腹斜筋、内腹斜筋といった腹筋を効果的に鍛える器具である。腹筋ローラーとも呼ばれる。腹筋以外にも脊柱起立筋、広背筋、上腕三頭筋、三角筋などの筋力向上にも効果がある。
ローラー(車輪、薬研車に似たような形状の物)の両脇にグリップがついており、両手でグリップを握り、床に置いてローラーを滑らせて使用する。

## 使用法
1. 床に四つん這いになり、グリップを両手で握る。
2. 膝を床につけたまま、ローラーを前方に押していく。この時、肩の力を抜き、背骨を猫のように丸めるように腹筋に力を入れるのがポイント。また、完全に倒れきらないよう注意すること。
3. 限界まで前に進んだら、ローラーを手前に転がす。以後、1〜3の繰り返し。

膝をつけずにローラーを転がすことで、背筋にもより強い負荷をかけることができる。

## 注意
畳やフローリングの上で使用する際は、床に傷をつける恐れがある為、マットなどを敷いて使用するのが望ましい。
腰や肩などへの負担がかかるため、使用法を間違えるとそれらの部位を痛める可能性がある。